# Agustín Pérez Soriano
Agustín Pérez Soriano (Valtierra, Navarra, 28 d'agost de 1846 - Madrid, 27 de febrer de 1907) fou un compositor espanyol del Romanticisme.
El seu pare era un distingit músic i fou el seu primer mestre. Agustín ingressà en el Seminari de Pamplona, per a seguir els estudis eclesiàstics, que no va arribar a acabar. En el Conservatori de Madrid acabà de perfeccionar els seus coneixements musicals, establint-se després a Saragossa, on contribuí eficaçment a la difusió de la música, fundant diverses associacions pel cultiu i ensenyança d'aquest art. També es dedicà al folklore havent escrit articles, conferències, etc.

## Obra
És autor d'una Jota aragonesa i d'una Rondalla, per no citar altres de les seves composicions, que tenen tot el sabor i tota la frescor de la deessa popular. Finalment va donar al teatre: Atila (1895); Pepito Melaza (1896); Los bárbaros (1897); Al compás de la jota (1897), i El guitarrico (1900) representada aquesta arreu de tots els teatres de sarsuela d'Espanya i de l'Amèrica espanyola.